# ویلیام الکساندر
ویلیام الکساندر (انگلیسی: William Alexander) یک رمان‌نویس اهل ایالات متحده آمریکا است.